# 李市镇 (重庆市)
李市镇，是中华人民共和国重庆市江津区下辖的一个乡镇级行政单位。

## 行政区划
李市镇下辖以下地区：
林家嘴社区、三角坝社区、牌坊村、双河村、沙埂村、两岔村、龙吟村、孔目村、黄桷村、洞塘村和大桥村。